# 万盛東駅 (北京市)
万盛東駅（ばんせいひがし-えき）は中華人民共和国北京市通州区に位置する北京地下鉄7号線の駅である。

## 駅構造

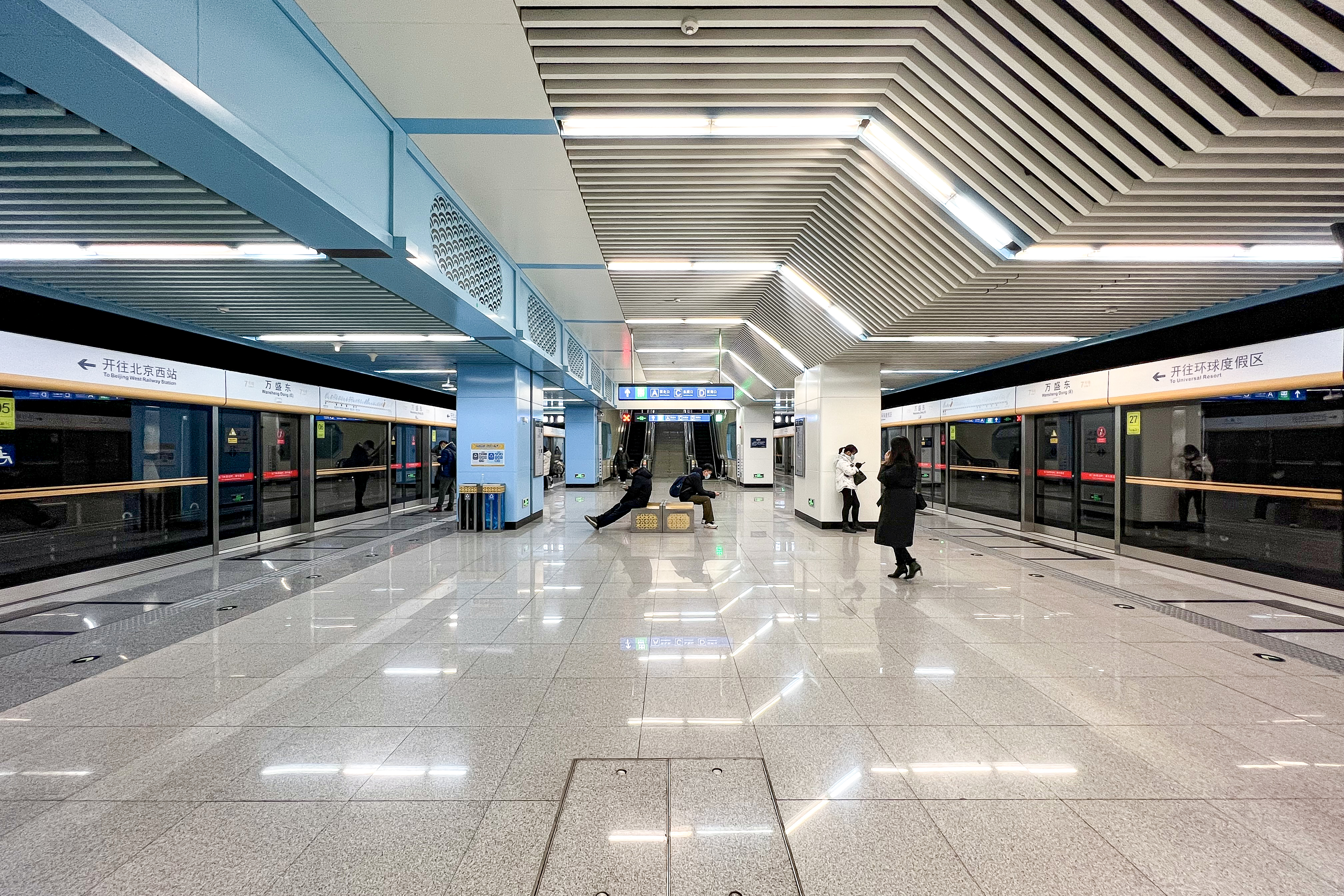
ホーム

島式ホーム1面2線の地下駅である。

## 駅周辺
- 群芳四園
- 大馬荘新園

## 歴史
- 2019年12月28日 - 開業。

## 隣の駅
北京地下鉄
■7号線
万盛西駅 - 万盛東駅 - 群芳駅
座標: 北緯39度51分44秒 東経116度39分03秒 / 北緯39.862276度 東経116.650774度